# Maria Gallia
Maria Gallia, detta Mariuccia (1906 – 1974), è stata una stilista italiana.

## Biografia
Figlia di una modista della Casa Reale, nel 1926 sposa a Torino Attanasio Giacomini e si trasferisce a Milano con i suoceri Cornelia Peter, che ha un negozio di mode, e Spartaco Giacomini. 
Utilizzando i due cognomi Gallia e Peter riesce a trasformare l’attività prevalentemente commerciale della suocera – donna intraprendente, che aveva aperto nel centro di Milano  uno negozio per il commercio di mode e confezioni (Senibus), e una modisteria (Peter Mode) – nella modisteria più elegante di Milano. 
Nel 1932 la modisteria in via Montenapoleone, un vasto negozio con annesso un laboratorio, aveva tre vetrine e vi lavoravano circa 25 dipendenti. 
Il successo arriva negli anni Cinquanta, quando il cappello è indossato da tutte le donne. Si reca a Parigi due volte l’anno per acquistare i modelli dei sarti famosi e il materiale più esclusivo, e a Vienna, famosa per gli accessori in pelle. La Gallia e Peter in quegli anni è un elegante atelier con due grandi saloni dove si svolgono anche le sfilate. Nel 1953 partecipa con le sue creazioni alle sfilate della moda italiana di Palazzo Pitti. 
Il laboratorio impiega una trentina di addetti e ogni giorno escono dall’atelier oltre cinquanta cappelli .
Nel 1962 il declino della moda del cappello costringe Mariuccia a un ridimensionamento dell'attività, che continua fino alla morte nel gennaio del 1974. 
L’attività della modisteria Gallia e Peter prosegue ancora oggi grazie alla nipote Laura.